# X Factor (Nederland)
X Factor was een Nederlands talentenjachtprogramma op televisie, dat van start ging in oktober 2006 op RTL 4 en gepresenteerd werd door Wendy van Dijk. Vanaf het tweede seizoen, dat vanaf januari 2009 te zien was, was de presentatie in handen van Wendy van Dijk samen met Martijn Krabbé.
De titel X Factor refereert aan datgene wat iemand tot een ster maakt.
De kandidaten moeten a capella auditie doen voor een jury – in seizoen 5 waren dit Angela Groothuizen, Gordon, Ali B en Candy Dulfer – en sinds seizoen 4 met livepubliek en een tapeband, in de hoop op de volgende ronde "X Campus" te bereiken. Na een druk selectieproces krijgt elk jurylid een categorie om als mentor binnen die categorie aan de slag te gaan. De mentor bepaalt zelf ook welke drie finalisten hij of zij meeneemt naar de liveshows. Tijdens de wekelijkse liveshows kan het publiek met televoting stemmen op hun favoriet. Er zijn tot op heden vijf winnaars: Sharon Kips, Lisa Hordijk, Jaap van Reesema, Rochelle Perts en Haris Alagic. Direct na de finale worden de eerste singles van de winnaars uitgebracht. Alle winnaars krijgen een driejarig platencontract bij Sony BMG. Naast de winnaar tekenen vaak ook andere finalisten een contract bij Sony BMG.
Het televisieformat The X Factor is afkomstig uit het Verenigd Koninkrijk en was in vele landen te zien. De vier populairste versies zijn die van het Verenigd Koninkrijk, Denemarken, Italië en de Nederlandse versie zelf.  Ook onder andere in Spanje, Griekenland, Portugal, India en Colombia worden of werden versies van The X Factor uitgezonden.

## Overzicht van de seizoenen
 Deelnemers in de categorie "15 tot 25 jaar"

 Deelnemers in de categorie "Jongens"

 Deelnemers in de categorie "Meisjes"

 Deelnemers in de categorie "26+"

 Deelnemers in de categorie "Groepen"
| Seizoen | Start           | Finale           | Winnaar          | Runner-up       | Derde        | Winnende mentor    | Presentatie                   | Sponsor           | Jury                                                      | Gastjurylid     |
| ------- | --------------- | ---------------- | ---------------- | --------------- | ------------ | ------------------ | ----------------------------- | ----------------- | --------------------------------------------------------- | --------------- |
| Één     | 28 oktober 2006 | 24 februari 2007 | Sharon Kips      | Richy Brown     | X6           | Henkjan Smits      | Wendy van Dijk                | Rexona            | Henkjan Smits Marianne van Wijnkoop Henk Temming          |                 |
| Twee    | 16 januari 2009 | 9 mei 2009       | Lisa Hordijk     | Rachel Kramer   | Jamal Bijnoe | Gordon             | Wendy van Dijk Martijn Krabbé | Fiat              | Eric van Tijn Stacey Rookhuizen Angela Groothuizen Gordon |                 |
| Drie    | 5 februari 2010 | 29 mei 2010      | Jaap van Reesema | Maaike Vos      | Kelvin Muïs  | Angela Groothuizen | Wendy van Dijk Martijn Krabbé | Fiat Stimorol Ice | Eric van Tijn Stacey Rookhuizen Angela Groothuizen Gordon | Edsilia Rombley |
| Vier    | 28 januari 2011 | 10 juni 2011     | Rochelle Perts   | Adlicious       | Rolf Wienk   | Eric van Tijn      | Wendy van Dijk Martijn Krabbé | Fiat Pepsi        | Eric van Tijn Stacey Rookhuizen Angela Groothuizen Gordon | Ruud de Wild    |
| Vijf    | 19 april 2013   | 5 juli 2013      | Haris Alagic     | Adriaan Persons | B-Brave      | Angela Groothuizen | Martijn Krabbé                | Mazda Rivella     | Angela Groothuizen Gordon Ali B Candy Dulfer              |                 |

## Programmaformule
Het programma bestaat uit verschillende ronden. In elke ronde vallen kandidaten af. De kandidaten moeten zich elke week bewijzen met hun zang- en danstalenten. Uiteindelijk blijven er twee kandidaten over die in de finale de laatste strijd aangaan met elkaar. Degene die van de kijkers thuis de meeste stemmen krijgt, is de winnaar.
De opzet van seizoen 1 en 2-3 was wel verschillend. Zo kende seizoen 1 maar drie categorieën: Solisten 15-25, Solisten 26+ en groepen. In seizoen 2 werd de categorie Solisten 15-25 verdeeld tussen jongens en meisjes. Ook kregen de juryleden in seizoen 1 al na de audities een categorie toegewezen, terwijl dit in seizoen 2-3 na de laatste ronde van X Campus was. In seizoen 4 was het jurybezoek verwijderd en werd deze ronde binnen de X Campus verwerkt. Hierdoor kregen de juryleden tijdens de X Campus hun categorie al toegewezen. Voor het vijfde seizoen kregen de juryleden voor de audities al een categorie toegewezen en waren zij ook als enige ervoor verantwoordelijk of een kandidaat wel of niet naar de volgende ronde ging. Net als in het vierde seizoen was hier geen jury aanwezig en was dit in de tweede ronde verweven. Daarnaast werd de X Campus omgedoopt in Camp X.
Er zijn in totaal 5 ronden:
- Ronde 1: Pre-audities (deze audities bepalen wie voor de jury zal zingen)
- Ronde 2: Jury's auditie
- Ronde 3: X Campus
- Ronde 4: Juryvisit (jurybezoek)
- Ronde 5: Liveshows

### Audities
De kandidaten moeten eerst auditie doen voor de producers van het programma. Vaak zijn hierbij coaches aanwezig die later terugkeren in het programma. Voorbeelden zijn Babette Labeij of Ellen Eeftink. Deze audities worden niet gefilmd. Alleen succesvolle kandidaten (talentvolle kandidaten of kandidaten die amusante amusementstelevisie maken) gaan door naar de audities voor de jury.
Een selectie van de door de producer doorgelaten kandidaten mag zich daarna bewijzen tegenover de jury. Deze audities worden wél opgenomen. De beste of leukste worden uitgezonden op televisie. De audities worden gehouden in een auditiekamer en de kandidaten geven een korte uitvoering van hun eigen gekozen lied ten beste. Als de meerderheid van de jury of gelijkstand (twee juryleden) "ja" zeggen, dan gaat de kandidaat door naar de Camp X. Anders moet de kandidaat terug naar huis. In seizoen 4 moet de kandidaat een meerderheid van de stemmen hebben, dus drie keer een "ja". Wanneer een kandidaat maar twee "ja's" heeft, moeten hij nog een keer auditeren. Hij krijgt daarvoor nog feedback van de jury. Wanneer de kandidaat vervolgens nog steeds geen meerderheid van de stemmen heeft, gaat zijn optreden alsnog niet door.
Sinds het vierde seizoen moeten de kandidaten niet alleen auditie doen voor een vierkoppige jury, maar doen zij auditie voor een zaal met publiek, net zoals dat in de Britse programma's X Factor en Got Talent gebeurt.
In het vijfde seizoen kreeg ieder jurylid al voor de audities zijn eigen categorie toegewezen. Tijdens de audities jureerden zij daarom alleen in hun eigen categorie; de overige drie juryleden konden de audities in een andere kamer volgen.
Er waren in totaal 12.128 aanmeldingen voor seizoen 1 en 14.629 voor seizoen 2. Voor seizoen 3 werd het aantal aanmeldingen niet bekendgemaakt. Wel is bekend dat het ging om meer dan 15.000. Ook tijdens seizoen 4 zouden er meer dan 15.000 aanmeldingen zijn geweest.

### X Campus
Nadat alle audities hebben plaatsgevonden, komen de overgebleven kandidaten bij elkaar op de X Campus (in seizoen 1 De Confrontatie). Hier moeten alle kandidaten liedjes zingen die de jury voor ze kiest. De X Campus bestaat uit drie ronden. Namelijk een chorus-line, een trio (waarvan de categorie groepen alleen tijdens seizoen 2 in een trio werden gevormd) en als laatst het X Campus-concert.
De juryleden werken samen (een uitzondering hierop was het eerste seizoen) en zoeken samen de laatste 5, 6 en soms 7 kandidaten per categorie uit. Daarna krijgt ieder jurylid te horen welke categorie hij moet coachen.
Zoals hierboven al was aangeven, seizoen 1 kende niet de X Campus, maar De Confrontatie. Die kwam bijna op hetzelfde neer, alleen had toen ieder jurylid al een eigen categorie en kon hij zelf de inhoud van de ronden bepalen. Door de verandering van het vijfde seizoen is het hele idee van de X Campus weggehaald en gaan de auditanten meteen door naar Camp X, dat meer gebaseerd is op de Juryvisit.

### Juryvisits
In deze ronde nodigt het jurylid zijn of haar kandidaten "thuis" uit of op een andere plek waar het jurylid zich thuis voelt. De coach stoomt in deze ronde de deelnemers klaar voor de liveshows, van kleding tot make-up en van zang tot presentatie. De kandidaten krijgen allemaal nog één kans om zich te bewijzen voor de liveshows. De jury nodigt een zelfgekozen gast uit om te bepalen welke drie kandidaten het jurylid door moet laten gaan.
Seizoen vier kende geen Juryvisit: deze werd in de X Campus verwerkt. De juryleden kregen hun eigen categorie tussen de trio's en het X Campus-concert. Elke coach moest zijn kandidaten voorbereiden op het concert en kreeg hier net als bij de Juryvisit hulp van een gast naar keuze.
In het vijfde seizoen werd de X Campus juist geschrapt, om plaats te maken voor Camp X, dat meer gebaseerd is op de Juryvisits.

### Liveshows
De liveshows bestaan uit twee afleveringen. De eerste bestaat uit de optredens van de kandidaten en de tweede uit de resultaten van de televoting van het publiek, waar vervolgens één of meer kandidaten worden geëlimineerd. Daarnaast komt sinds seizoen twee bovendien een beroemde gast zijn nieuwste nummer zingen. De liveshows worden gehouden en gefilmd in de grootste studio van Europa, Studio 22. In seizoen 1 was de liveshow op zaterdagavond en volgden de resultaten op zondagavond. Vanaf seizoen 2 waren beide op vrijdagavond. Vanaf seizoen 5 zijn de liveshow en de resultshow niet meer opgesplitst in twee afleveringen, maar zijn ze beide in één aflevering te zien.
In de liveshow zingt iedere kandidaat een liedje voor de jury en het publiek. Hij zingt met een band mee en krijgt hulp van achtergronddansers. Daarnaast is het ook toegestaan dat hij zichzelf begeleidt met een saxofoon, gitaar of piano. Elk liveshow staat in het teken van een bepaald thema. Elk kandidaat zingt een nummer dat binnen het thema past. Er zijn verschillende thema's, zoals Love, Musical, Soundtrack, Top 1 Hit en Nederlandstalig. Na het optreden geeft de jury commentaar op het optreden. Nadat alle kandidaten aan de beurt zijn geweest, gaan de telefoonlijnen open, zodat het publiek kan laten weten welke kandidaat ze graag in de race willen houden.
Wanneer het aantal kandidaten is teruggebracht tot vijf (seizoen 1) of zes (vanaf seizoen 2) wordt de procedure licht aangepast. Elke kandidaat zingt nu twee keer in de eerste show, waarop het publiek meteen kan stemmen na het eerste nummer. (Vanaf seizoen 3 kon het publiek vanaf dit punt al tijdens de opening stemmen.) Dit gaat zo door totdat er nog maar twee (seizoen 1 en vanaf 3) of drie (seizoen 2) finalisten overgebleven zijn. Deze kandidaten mogen gaan samen strijden in de "grande finale", waar uiteindelijk de winnaar door de kijkers wordt bepaald.

#### Resultaten
Voordat de resultaten worden bekendgemaakt, is er nog een optreden van een beroemde gast dat meestal iets met het weekthema te maken heeft. Vervolgens wordt willekeurig bekendgemaakt welke kandidaten een plek hebben gehaald in de liveshow van de week erna. De twee kandidaten die het laagste aantal stemmen hebben gekregen, blijven over en moeten hun optreden nog een keer doen in de "sing-off". Het is vervolgens aan de jury om te beslissen welke van de twee kandidaten het programma moet verlaten. In seizoen 1 moest een kandidaat twee tegenstemmen hebben om geëlimineerd te worden en met de komst van het vierde jurylid vanaf seizoen 2 moest een kandidaat ten minste drie tegenstemmen hebben. Had de jury met haar eliminatiestem een gelijkspel veroorzaakt, dan kwam er een zogeheten "deadlock". Dat wil zeggen dat alsnog de kandidaat met het laagste aantal stemmen werd geëlimineerd.
Zodra het aantal overgebleven kandidaten is teruggelopen tot drie (seizoen 1), zes (seizoen 2) of vier (vanaf seizoen 3), wordt de kandidaat met het laagste aantal stemmen automatisch geëlimineerd. De juryleden hoeven dan niet meer te stemmen: hun enige rol is dan nog het coachen van hun eigen kandidaten en het becommentariëren van de optredens.

### Na X Factor
De winnaar van X Factor krijgt een platencontract bij Sony BMG. De winnaar tekent voor een contract van drie jaar. Tevens neemt Sony BMG ook het management van de winnaar op zich.
Bij seizoen 1 werd het debuutalbum al snel na de finale uitgebracht. Het album stond echter vol covers. Vanaf seizoen 2 werd dit echter helemaal veranderd. Zo neemt de kandidaat met de platenmaatschappij en de manager de tijd om de juiste nummers voor het album uit te zoeken.
Na het derde seizoen van X Factor kregen de zeven beste kandidaten de kans om op te treden tijdens X Factor in concert. Na het vierde seizoen gaven de top zes een concert genaamd X Factor eXperience in Studio 21.

## Juryleden en prestaties

### Juryleden
In seizoen 1 bestond de jury uit Henkjan Smits, een producent die tevens als talentscout actief was, Henk Temming, platenproducer/componist/tekstschrijver/zanger, en Marianne van Wijnkoop casting director voor musicals. De jury was een kopie van de eerste versie van de jury van de Britse variant van het programma. In seizoen 2 t/m 4 was er een geheel nieuwe jury, bestaande uit Stacey Rookhuizen, Eric van Tijn, Angela Groothuizen en Gordon. Marjolein Keuning werd ook benaderd in de plaats van Groothuizen, maar kon haar werkzaamheden voor X Factor niet combineren met haar overige werk en zorg voor het gezin. In het vijfde seizoen namen naast Gordon en Groothuizen Ali B en Candy Dulfer in het jurypanel plaats.
| Jurylid               | Seizoen 1 | Seizoen 2 | Seizoen 3 | Seizoen 4 | Seizoen 5 |
| --------------------- | --------- | --------- | --------- | --------- | --------- |
| Henkjan Smits         |           |           |           |           |           |
| Henk Temming          |           |           |           |           |           |
| Marianne van Wijnkoop |           |           |           |           |           |
| Stacey Rookhuizen     |           |           |           |           |           |
| Eric van Tijn         |           |           |           |           |           |
| Angela Groothuizen    |           |           |           |           |           |
| Gordon                |           |           |           |           |           |
| Ali B                 |           |           |           |           |           |
| Candy Dulfer          |           |           |           |           |           |

### Jury's categorie en hun finalisten
In elk seizoen coacht ieder jurylid een eigen categorie. De producers wijzen een categorie aan voor de juryleden. Vervolgens kiezen de juryleden drie kandidaten uit voor de liveshows. Onderstaande tabel geeft weer welk jurylid welke acts had en wie hij of zij naar de liveshows stuurde.
Legenda:
 – Winnende jury/categorie. Winnaars zijn vetgedrukt.
| Seizoen |                                                         |                                                     |                                                               | N.v.t.                                               |
| Een     | Henkjan Smits                                           | Marianne van Wijnkoop                               | Henk Temming                                                  | N.v.t.                                               |
| Een     | 15-25 Sharon Kips Richy Brown Christian Link            | Groepen X6 Hearts Groovin' Sound                    | 26+ Anja Wessels Dorine Bijl Melanie Mackintosh Ruben Thurnim | N.v.t.                                               |
| Twee    | Eric van Tijn                                           | Stacey Rookhuizen                                   | Angela Groothuizen                                            | Gordon                                               |
| Twee    | Groepen Whatever Rev 'n Ros K.L.E.M.                    | Jongens Jamal Bijnoe Luigiano Paals Laurens Wauters | 26+ Rachel Kramer Roan Hamminga Irma Derby                    | Meisjes Lisa Hordijk Hester Kootstra Jennifer Terwel |
| Drie    | 26+ Dony Vernianto Sarina Kuipers Janna van den Broek   | Meisjes Maaike Vos Sumera Espinel Daniëlle Penning  | Jongens Jaap Reesema Kelvin Muïs Mathijs Rumping              | Groepen BadBoyz 4Granted Fierce                      |
| Vier    | Meisjes Rochelle Perts Jessica Mougin Tania Christopher | 26+ Pyke Pos Ed Ruyer Jantine Mak                   | Groepen Adlicious Sim'Ran Sway                                | Jongens Rolf Wienk Tim Suyderhoud Jesse Zwaan        |
| Vijf    | Ali B                                                   | Candy Dulfer                                        | Angela Groothuizen                                            | Gordon                                               |
| Vijf    | Meisjes Milou van Egmond Clarissa Alberg                | 26+ Astrid Tan Brown Hill                           | Jongens Haris Alagic Adriaan Persons                          | Groepen B-Brave Orpheus                              |

## Waardering

### Prijzen
Op 25 januari 2010 kreeg X Factor de "Beeld en Geluid Award". Dit zijn vakprijzen voor de hoogst gewaardeerde Nederlandse tv-programma's en multimediaconcepten, beste acteur en actrice en tv-persoonlijkheid. X Factor won de strijd van Op zoek naar Joseph en Popstars in de categorie Amusement. Eric van Tijn, Wendy van Dijk en Martijn Krabbé namen de prijs in ontvangst. Op 23 januari 2012 kreeg X Factor wederom de "Beeld en Geluid Award" binnen de categorie Amusement 2011, daarmee de eveneens genomineerde zware concurrent The voice of Holland voorbijstrevend.

### Kijkcijfers
De lagere cijfers van het vierde seizoen waren deels te wijten aan sterke programma's als Flikken Maastricht op de andere zenders.
| Seizoen   | Timeslot       | Afl. | Première        | Première                       | Finale           | Finale                       | Kijkcijfers (in mln.) |
| Seizoen   | Timeslot       | Afl. | Datum           | Kijkcijfers première (in mln.) | Datum            | Kijkcijfers finale (in mln.) | Kijkcijfers (in mln.) |
| --------- | -------------- | ---- | --------------- | ------------------------------ | ---------------- | ---------------------------- | --------------------- |
| Seizoen 1 | Zaterdag 20.30 | 27   | 28 oktober 2006 | 1,58                           | 24 februari 2007 | 1,78                         | 1,52                  |
| Seizoen 2 | Vrijdag 20.30  | 25   | 16 januari 2009 | 1,48                           | 9 mei 2009       | 2,55                         | 1,57                  |
| Seizoen 3 | Vrijdag 20.30  | 27   | 5 februari 2010 | 1,54                           | 29 mei 2010      | 2,11                         | 1,55                  |
| Seizoen 4 | Vrijdag 20.30  | 30   | 28 januari 2011 | 1,24                           | 10 juni 2011     | 1,68                         | 1,33                  |
| Seizoen 5 | Vrijdag 20.30  | 12   | 19 april 2013   | 1,76                           | 5 juli 2013      | 1,22                         | 1,34                  |

## Muziekuitgaven van X Factor-finalisten
Er werden verschillende singles uitgebracht door de finalisten van X Factor, maar de meeste haalden de lijsten niet. De bekendste single is dan toch Hallelujah van Lisa Hordijk. Alleen de singles die daadwerkelijk een positie hebben behaald in de hitlijsten zijn verwerkt in het overzicht.

### Singles
| Artiest          | Seizoen | Wedstrijdresultaat | Lied                         | Verschijningsdatum Nederland | NL Top 40 | NL Top 100 |
| ---------------- | ------- | ------------------ | ---------------------------- | ---------------------------- | --------- | ---------- |
| Sharon Kips      | 1       | Winnaar            | "Heartbreak Away"            | 26 februari 2007             | 1         | 1          |
| Sharon Kips      | 1       | Winnaar            | "Heaven Knows"               | 14 mei 2007                  | tip       | 67         |
| X6               | 1       | 3e                 | "I Dare You"                 | 29 mei 2007                  | -         | 81         |
| Chris LeMay      | 1       | 5e                 | "Think About That"           | 2 februari 2010              | tip       | -          |
| Lisa Hordijk     | 2       | Winnaar            | "Hallelujah"                 | 8 mei 2009                   | 1         | 1          |
| Lisa Hordijk     | 2       | Winnaar            | "No Good for Me"             | 13 november 2009             | 26        | 4          |
| Lisa Hordijk     | 2       | Winnaar            | "Promises, Promises"         | 1 februari 2010              | 35        | 44         |
| Lisa Hordijk     | 2       | Winnaar            | "Little By Little"           | 29 mei 2010                  | tip       | 71         |
| Lisa Hordijk     | 2       | Winnaar            | "Love Me Tender"             | 8 oktober 2010               | tip       | 85         |
| Lisa Hordijk     | 2       | Winnaar            | "Euphoria"                   | 20 november 2012             | -         | 87         |
| Lisa Hordijk     | 2       | Winnaar            | "Silhouette"                 | 7 januari 2013               | 31        | 31         |
| Lisa Hordijk     | 2       | Winnaar            | "Crazy"                      | 3 mei 2013                   | tip       | 81         |
| Rachel Kramer    | 2       | Runner-up          | "'Cause I... (Complete You)" | 29 januari 2010              | -         | 38         |
| Jaap van Reesema | 3       | Winnaar            | "Don't Stop Believin'"       | 29 mei 2010                  | 10        | 1          |
| Jaap van Reesema | 3       | Winnaar            | "Walk to the Other Side"     | 29 oktober 2010              | tip       | 62         |
| Jaap van Reesema | 3       | Winnaar            | "Hoe hard je ook rent"       | 11 maart 2011                | -         | 52         |
| Maaike Vos       | 3       | Runner-up          | "We Belong to the Night"     | 29 mei 2010                  | 26        | 4          |
| Rochelle Perts   | 4       | Winnaar            | "No Air"                     | 10 juni 2011                 | 2         | 1          |
| Rochelle Perts   | 4       | Winnaar            | "Strong"                     | 13 juni 2011                 | -         | 6          |
| Rochelle Perts   | 4       | Winnaar            | "What a Life"                | 2 februari 2012              | -         | 68         |
| Adlicious        | 4       | Runner-up          | "Maniac"                     | 10 juni 2011                 | -         | 35         |
| Adlicious        | 4       | Runner-up          | "Flavour"                    | 22 september 2011            | -         | 82         |
| Rolf Wienk       | 4       | 3e                 | "Ave Maria"                  | 7 juli 2011                  | -         | 73         |
| Sway             | 4       | 7e                 | "Stop And Stare"             | 21 maart 2013                | -         | 34         |
| Haris Alagic     | 5       | Winnaar            | "Playing with Fire"          | 6 juli 2013                  | 27        | 9          |
| Adriaan Persons  | 5       | Runner-up          | "Als je gaat"                | 6 juli 2013                  | -         | 19         |
| B-Brave          | 5       | 3e                 | "Up"                         | 6 juli 2013                  | -         | 45         |

### Albums
| Artiest          | Seizoen | Wedstrijdresultaat | Album                      | Verschijningsdatum Nederland | Hitnotering |
| ---------------- | ------- | ------------------ | -------------------------- | ---------------------------- | ----------- |
| Sharon Kips      | 1       | Winnaar            | "10"                       | 28 mei 2007                  | 9           |
| Sharon Kips      | 1       | Winnaar            | "Love Will Bring You Home" | 14 december 2009             | -           |
| Sharon Kips      | 1       | Winnaar            | "Amazing Grace"            | 19 juni 2012                 | -           |
| Sharon Kips      | 1       | Winnaar            | "Groei Maar"               | 29 november 2012             | -           |
| Chris LeMay      | 1       | 5de                | "Red Alert"                | 28 mei 2010                  | -           |
| Dorine Bijl      | 1       | 6de                | "Oud En Wijs Genoeg"       | 7 maart 2008                 | -           |
| Lisa Hordijk     | 2       | Winnaar            | "Smoke"                    | 27 november 2009             | 4           |
| Lisa Hordijk     | 2       | Winnaar            | "Breaking Away"            | 10 mei 2013                  | 10          |
| Jaap van Reesema | 3       | Winnaar            | "Changing Man"             | 27 mei 2011                  | 47          |
| Rochelle Perts   | 4       | Winnaar            | "You vs. Me"               | 2 april 2012                 | 11          |

### Charity Single
Tijdens het derde seizoen van het programma werd You're the Voice van John Farnham door de finalisten ingezongen en digitaal uitgebracht onder de naam Seizoen 3. De opbrengst van deze single ging naar War Child, een hulporganisatie voor kinderen met oorlogservaringen. De single werd speciaal uitgebracht naar aanleiding van hun optreden op het War Child Peace Concert, dat naar aanleiding van 65 jaar vrede in Nederland was georganiseerd.
De single werd tevens door alle 12 finalisten in de vierde liveshow gezongen.
| Jaar                    | Liedje                  | Hitnotering             | Hitnotering             | Hitnotering             |
| Jaar                    | Liedje                  | NL Top 40               | NL Top 100              | iTunes Music Store      |
| The X Factor-finalisten | The X Factor-finalisten | The X Factor-finalisten | The X Factor-finalisten | The X Factor-finalisten |
| ----------------------- | ----------------------- | ----------------------- | ----------------------- | ----------------------- |
| 2010                    | "You're the Voice"      | 30                      | 2                       | 1                       |

## Merchandise
Game
- Seizoen 4: X-Factor: The Videogame (2010)[13]

Boek
- Seizoen 1: Ontdek je X-Factor! (2006)